# Татра T6C5
Татра T6C5 е модел четириосен трамвай, произвеждан в 1998 година от фирмата ЧКД в Прага, Чехия. T6C5 е четириосен трамвай с две кабини, позволяващи двупосочно движение.
През 1998 година е бил произведен един прототип от трамвайна мотриса Tatra T6C5 с тиристорно управление, по поръчка на Ню Орлиънс (Съединени щати). В Страусберг този тип трамваи започва своята история през 2003 г. когато е доставен 1 брой за град Ню Орлиънс.

## Конструкция
Трамвай Татра T6C5 е четириосен с две кабини и една секция. Има четири врати. Мотрисата разполага с четири тягови двигателя. Водещи са първата и втората талига. Ширината на талигите е 1435 mm.

## Технически параметри
- Дължина: 14,7 m
- Широчина: 2,5 m
- Височина: 3,165 m
- Тегло на празна мотриса: 20,5 t
- Максимален брой пътници: 121
  - седящи: 24
  - правостоящи: 97
- Максимална мощност: 4 х 46,9 kW
- Напрежение: 600 V DC
- Максимална скорост: 65 km/h[1]

## Разпространение

### Германия
| Град       | Тип  | Година на доставяне | Брой мотриси | Инвентарни номера | Междурелсие | Забележки              |
| ---------- | ---- | ------------------- | ------------ | ----------------- | ----------- | ---------------------- |
| Страусберг | T6C5 | 2003                | 1            | 30                | 1435 mm     | Закупен от Ню Орлиънс. |

### Съединени американски щати
| Град       | Тип  | Година на доставяне | Брой мотриси | Инвентарни номера | Междурелсие | Забележки                       |
| ---------- | ---- | ------------------- | ------------ | ----------------- | ----------- | ------------------------------- |
| Ню Орлиънс | T6C5 | 1998                | 1            |                   | 1587,5 мм   | Бил доставен в град Страусберг. |